# Reguiba
Reguiba est une commune de la wilaya d'El Oued en Algérie.

## Géographie

### Situation
Le territoire de la commune de Reguiba est situé au nord-ouest de la wilaya.
| Taïbet (wilaya de Ouargla) | Hamraia, Guemar | Guemar |
| Taïbet (wilaya de Ouargla) | Reguiba         | Guemar |
| Taghzout                   | Taghzout        | Guemar |

### Localités de la commune
La commune de Reguiba est composée de quinze localités : Aouaïssa, Bir Bachir, Cherguia, Debaïa, Djaïkh, El Arfji, Guerraïna, Halk Load, Hobba, Khobna, Nador, Nezla, Ouaziten, Reguiba, Sif El Menadi